# Terminal de buses San Borja
El Terminal de Buses San Borja, también conocido como Terminal Norte, o simplemente Terminal San Borja, es una estación de autobuses ubicada en la comuna de Estación Central, en Santiago de Chile, al interior del Mall Arauco Estación. Se ubica en la calle San Borja, a 700 metros del Terminal Alameda, 900 metros del Terminal Sur y a menos de 3 km del Terrapuerto Los Héroes. Se puede ingresar desde calle San Borja, avenida Alameda Libertador Bernardo O'Higgins y calle Exposición. El terminal cuenta con conectividad al Metro de Santiago y al Tren Central, además de los servicios de Red Metropolitana que circulan por las calles aledañas. Es el terminal más grande de Chile, cuenta con 80 andenes y es el único que se ubica en segundo piso.
Fue inaugurado en el año 1992 para trasladar las operaciones del Terminal Norte, siendo utilizado principalmente por las líneas de buses para los destinos del norte del país (interregionales) y también para servicios interprovinciales dentro de la Región Metropolitana.
En el año 2007, el terminal fue remodelado completamente mediante una inversión de USD$8 millones de dólares de la época, trasladando las losas de embarque desde la superficie a un segundo piso y el primer nivel se remodelo para albergar más tiendas comerciales, entre las que destacan dos tiendas departamentales (Paris y Fashion's Park) y una tienda Sodimac.
El terminal cuenta en la actualidad con rampas mecánicas, patio de comidas, quioscos y baños públicos. Anteriormente también contaba con servicio de información al pasajero (SIP) y mediante altoparlante se informaba de la llegada y/o salida de los buses interregionales. Los andenes se encuentran separados en dos mangas, originalmente una para los servicios interregionales y otra para los servicios interprovinciales. Su horario de operación es de lunes a domingo, desde las 06:00 hasta las 23:59 horas, quedando el resto del tiempo cerrado para el público. 
Desde el terminal salen buses con destinos a todo Chile, principalmente hacia ciudades del norte y la Región de Valparaíso (Desde que fueron trasladados del actualmente desaparecido "Terminal de Buses Norte" en las intersecciones de las calles Amunategui y General Mackenna), y a Bolivia.

## Conectividad
El terminal, al estar ubicado en la zona céntrica de Santiago, cuenta con buena conexión a servicios de locomoción colectiva. Se encuentra junto a la estación del metro de Santiago, Estación Central, por lo que se puede llegar a cualquier lugar de la ciudad en los que halla una estación de metro. También, se encuentra a pasos de la Estación Alameda del tren central, lo que da acercamiento a comunas del sur de la ciudad y también a ciudades del sur del país.
También existen taxis que operan al interior del terminal, los cuales están identificados con un logo del terminal y se pueden abordar directamente en los andenes de salidas.
Los servicios de Red Metropolitana que operan son variados, dando acercamiento prácticamente a todo Santiago.
Por San Francisco de Borja operan los servicios:
- I16 en la parada PI1179.[11]

Por Alameda Libertador Bernardo O'Higgins operan los servicios:
- I16, J13, 106, 390, 392, 404, 419, 423, 424, 481 y 510 en la parada PI342.[12]
- I09, I09e, I14, I17 y J10 en la parada PI1812.[13]
- 106, 401, 405, 407, 412, 418, 421, 432n y 541n en la parada PI1813.[14]
- I08n, I10n, I14n, 210, 210v, 210e, 346n, 385, 390, 392, 419, 423 y 481 en la parada PI1814.[15]

Por Exposición operan los servicios:
- B26, 109, 109n y 345 en la parada PI169.[16]